# 노재봉
노재봉(盧在鳳, 1936년 2월 8일~2024년 4월 23일)은 대한민국의 대학 교수 겸 고위정치인이다. 본관은 광주이자 아직 일제 시대 당시의 경남 마산 출생으로, 제22대 국무총리와 제14대 국회의원을 지냈다.
1953년에 서울대학교 정치학과에 입학, 1957년에 학사 학위 취득하여 이듬해인 1958년에 미국의 브리검영대학교대학원으로 유학하였다. 귀국한 이후 모교인 서울대학교 사회과학대학 교수를 거쳐 노태우 정부 시절인 1988년에 정치에 입문, 이후 1991년 제22대 대한민국 국무총리를 지냈고, 김영삼(훗날의 차기 제14대 대한민국 대통령)과도 서로 협력하는 한편, 이듬해 1992년 제14대 국회의원 선거에서 당선되면서 민주자유당(훗날의 신한국당)의 전국구 비례대표 국회의원을 지냈다.

## 학력
- 마산고등학교 졸업
- 서울대학교 정치학 학사
- 브리검 영 대학교 대학원 정치외교학 석사
- 뉴욕 대학교 대학원 정치외교학 박사

## 가족 관계
아버지는 라전모방 창업주인 노준용이며, 2008년 1월 22일 별세했다.

## 역대 선거 결과
| 실시년도 | 선거  | 대수 | 직책     | 선거구 | 정당       | 득표수      | 득표율         | 순위       | 당락 | 비고 |
| -------- | ----- | ---- | -------- | ------ | ---------- | ----------- | -------------- | ---------- | ---- | ---- |
| 1992년   | 총선  | 14대 | 국회의원 | 전국구 | 민주자유당 | 7,923,718표 | \| \| 38.5% \| | 전국구 4번 |      | 초선 |
|          | 38.5% |      |          |        |            |             |                |            |      |      |